# Пауэлл, Билал
Билал Пауэлл (англ. Bilal Powell, 27 октября 1988, Лейкленд) — американский футболист, раннинбек клуба НФЛ «Нью-Йорк Джетс».

## Биография

### Любительская карьера
Билал Пауэлл родился 27 октября 1988 года В Лейкленде. Он вырос в криминальном районе, был участником подростковой банды. Во время учёбы в старшей школе Билал переехал на ранчо к своему тренеру Рэнди Буллоку, который также занимался его воспитанием. В выпускной год в составе школьной команды он набрал 1 960 ярдов на выносе и занёс двадцать шесть тадчаунов.
Окончив школу, Пауэлл поступил в Луисвиллский университет. В сезоне 2007 года в составе «Луисвилл Кардиналс» он сыграл в восьми матчах, набрал сто восемьдесят семь ярдов и занёс два тачдауна. Через год Билал впервые вышел на поле в стартовом составе. Всего за сезон 2008 года он набрал триста пятьдесят четыре ярда с двумя тачдаунами. В 2009 году Пауэлл набрал триста девяносто два ярда и занёс четыре тачдауна.
Прорыв в его карьере произошёл в сезоне 2010 года. Билал стал капитаном команды, тренеры ценили его за лидерские качества. На поле он также действовал эффективнее. За год он набрал 1 405 ярдов с одиннадцатью тачдаунами. По итогам сезона Пауэлл вошёл в символическую сборную конференции Биг Ист. 

#### Статистика выступлений в NCAA
| Сезон | Команда            | Игры | Приём | Приём | Приём | Приём | Вынос | Вынос | Вынос | Вынос |
| Сезон | Команда            | Игры | Rec   | Yds   | Y/A   | TD    | Att   | Yds   | Y/A   | TD    |
| ----- | ------------------ | ---- | ----- | ----- | ----- | ----- | ----- | ----- | ----- | ----- |
| 2007  | Луисвилл Кардиналс | 8    | 3     | 25    | 8,3   | 0     | 24    | 187   | 7,8   | 2     |
| 2008  | Луисвилл Кардиналс | 11   | 12    | 58    | 4,8   | 0     | 75    | 354   | 4,7   | 2     |
| 2009  | Луисвилл Кардиналс | 11   | 12    | 103   | 8,6   | 0     | 108   | 392   | 3,6   | 4     |
| 2010  | Луисвилл Кардиналс | 12   | 18    | 158   | 8,8   | 3     | 229   | 1 405 | 6,1   | 11    |
| Всего | Всего              | 42   | 45    | 344   | 7,6   | 3     | 436   | 2 338 | 5,4   | 19    |

### Профессиональная карьера
Перед выходом на драфт НФЛ 2011 года эксперты в качестве сильных сторон Пауэлла отмечали его телосложение и устойчивость, способность находить проходы в линии защиты соперника, эффективность в игре на открытых пространствах после приёма передач и его игру на блоке. К минусам относили невысокую скорость и малое число ярдов, набираемое после контакта. Указывалось и на недостаточный опыт игры на месте принимающего.
Билал был выбран клубом «Нью-Йорк Джетс» в четвёртом раунде драфта. Генеральный менеджер команды Майк Танненбаум назвал Пауэлла отличным бегущим для розыгрышей на третьем дауне, достаточно хорошим, чтобы не выбрать его. 29 июля он подписал с клубом четырёхлетний контракт.
Пауэлл полностью отработал в клубе свой первый контракт. За четыре сезона он в играх за «Джетс» набрал 1 296 ярдов на выносе и занёс семь тачдаунов. После окончания чемпионата 2014 года Билал получил статус свободного агента. В марте 2015 года он подписал с командой новый контракт. В сезоне 2015 года Пауэлл начал играть более заметную роль в нападении «Джетс», несмотря на пять пропущенных матчей. В играх чемпионата он набрал триста тринадцать ярдов на выносе и триста восемьдесят восемь ярдов на приёме, комфортно ощущая себя в роли цели для квотербека.
2016 год стал для него лучшим в карьере. Пауэлл получал немного игрового времени, с первой по тринадцатую недели сезона в среднем он выносил мяч 4,08 раза за игру. При этом он показал лучшие в карьере результаты по ярдам на выносе, числу приёмов, общему числу набранных ярдов и сделанных тачдаунов. Вместе с Мэттом Форте они составили первый в истории клуба дуэт раннинбеков, набравших не менее 1 000 ярдов за сезон. В сезоне 2017 года Билал ещё улучшил свои показатели, набрав семьсот семьдесят два ярда на выносе и сто семьдесят на приёме. Успешно проведя первые семь игр в 2018 году, в игре с «Миннесотой» он получил травму шеи и пропустил вторую половину сезона.
В июне 2019 года Пауэлл подписал новый контракт с «Джетс».

#### Статистика выступлений в НФЛ

##### Регулярный чемпионат
| Сезон | Команда        | Игры | Приём | Приём | Приём | Приём | Вынос | Вынос | Вынос | Вынос |
| Сезон | Команда        | Игры | Rec   | Yds   | Y/A   | TD    | Att   | Yds   | Y/A   | TD    |
| ----- | -------------- | ---- | ----- | ----- | ----- | ----- | ----- | ----- | ----- | ----- |
| 2011  | Нью-Йорк Джетс | 2    | 1     | 7     | 7,0   | 0     | 13    | 21    | 1,6   | 0     |
| 2012  | Нью-Йорк Джетс | 14   | 17    | 140   | 8,2   | 0     | 110   | 437   | 4,0   | 4     |
| 2013  | Нью-Йорк Джетс | 16   | 36    | 272   | 7,6   | 0     | 176   | 697   | 4,0   | 1     |
| 2014  | Нью-Йорк Джетс | 15   | 11    | 92    | 8,4   | 0     | 33    | 141   | 4,3   | 1     |
| 2015  | Нью-Йорк Джетс | 11   | 47    | 388   | 8,3   | 2     | 70    | 313   | 4,5   | 1     |
| 2016  | Нью-Йорк Джетс | 16   | 58    | 388   | 6,7   | 2     | 131   | 722   | 5,5   | 3     |
| 2017  | Нью-Йорк Джетс | 15   | 23    | 170   | 7,4   | 0     | 178   | 772   | 4,3   | 5     |
| 2018  | Нью-Йорк Джетс | 7    | 11    | 110   | 10,0  | 1     | 80    | 343   | 4,3   | 0     |
| Всего | Всего          | 96   | 204   | 1 567 | 7,7   | 5     | 791   | 3 446 | 4,4   | 15    |